# Église grecque-catholique tchèque
L'Église grecque-catholique en Tchéquie est constituée par l'exarchat apostolique de la République tchèque de l'Église grecque-catholique ruthène (en anglais : Ruthenian Apostolic Exarchate of Czech Republic).

## Histoire
L'exarchat apostolique de la République tchèque de l'Église grecque-catholique ruthène a été créé en 1996.

## Organisation
Il est rattaché directement au Saint-Siège.

## Exarques
- Ivan Ljavinec[1] (18 janvier 1996  - 23 avril 2003)
- Ladislav Hučko[1] (24 avril 2003  - 14 janvier 2025)
  - Protosyncelle : Ján Eugen Kočiš (en)[1] (24 avril 2004 - 7 octobre 2006)